# Lijst van voetbalinterlands Taiwan - Trinidad en Tobago
Deze lijst van voetbalinterlands is een overzicht van alle officiële voetbalwedstrijden tussen de nationale teams van Taiwan (Chinees Taipei) en Trinidad en Tobago. De landen hebben tot op heden een keer tegen elkaar gespeeld. Dat was een ontmoeting op 27 juli 2002, tijdens een vriendschappelijk toernooi in Basseterre (Saint Kitts en Nevis).

## Wedstrijden
| № | Plaats     | Datum        | Competitie        | Wedstrijd                           | Uitslag |
| - | ---------- | ------------ | ----------------- | ----------------------------------- | ------- |
| 1 | Basseterre | 27 juli 2002 | Vriendschappelijk | Trinidad en Tobago − Chinees Taipei | 0 − 1   |

## Samenvatting
| Competitie        | Totaal gespeeld | Winst Chinees Taipei | Gelijk | Winst Trinidad en Tobago | Doelsaldo Chinees Taipei – Trinidad en Tobago |
| ----------------- | --------------- | -------------------- | ------ | ------------------------ | --------------------------------------------- |
| Vriendschappelijk | 1               | 1                    | 0      | 0                        | 1 − 0                                         |
| Totaal            | 1               | 1                    | 0      | 0                        | 1 − 0                                         |

CTFA ·
Bondscoaches ·
vrouwenvoetbalelftal ·
Topscorers
Afghanistan ·
Australië ·
Bahrein ·
Bangladesh ·
Brunei ·
Cambodja ·
Fiji ·
Filipijnen ·
Grenada ·
Guam ·
Hongkong ·
India ·
Indonesië ·
Irak ·
Iran ·
Israël ·
Japan ·
Jordanië ·
Kenia ·
Kirgizië ·
Koeweit ·
Laos ·
Macau ·
Maleisië ·
Mongolië ·
Myanmar ·
Nepal ·
Nieuw-Zeeland ·
Noord-Korea ·
Oezbekistan ·
Oman ·
Oost-Timor ·
Pakistan ·
Palestina ·
Panama ·
Saint Kitts en Nevis ·
Salomonseilanden ·
Saoedi-Arabië ·
Singapore ·
Sri Lanka ·
Syrië ·
Thailand ·
Trinidad en Tobago ·
Turkmenistan ·
Vietnam ·
Zuid-Korea ·
Zuid-Vietnam
TTFF · A-internationals · Bondscoaches · Selecties · Statistieken · Olympisch elftal · Vrouwenelftal van Trinidad en Tobago · Trinidad U21 · Trinidad U19 · Trinidad U17
Gold Cup 1991 · 
Gold Cup 1993 · 
Gold Cup 1996 · 
Gold Cup 1998 · 
Gold Cup 2000 · 
Gold Cup 2002 · 
Gold Cup 2005 · 
Gold Cup 2007 · 
Gold Cup 2009 · 
Gold Cup 2011 · 
Gold Cup 2013
WK 2006
1934 · 
1935 · 
1936 · 
1937 · 
1938 · 
1939 · 
1940 · 
1941 · 
1942 · 
1943 · 
1944 · 
1945 · 
1946 · 
1947 · 
1948 · 
1949 · 
1950 · 
1951 · 
1952 · 
1953 · 
1954 · 
1955 · 
1956 · 
1957 · 
1958 · 
1959 · 
1960 · 
1961 · 
1962 · 
1963 · 
1964 · 
1965 · 
1966 · 
1967 · 
1968 · 
1969 · 
1970 · 
1971 · 
1972 · 
1973 · 
1974 · 
1975 · 
1976 · 
1977 · 
1978 · 
1979 · 
1980 · 
1981 · 
1982 · 
1983 · 
1984 · 
1985 · 
1986 · 
1987 · 
1988 · 
1989 · 
1990 · 
1991 · 
1992 · 
1993 · 
1994 · 
1995 · 
1996 · 
1997 · 
1998 · 
1999 · 
2000 · 
2001 · 
2002 · 
2003 · 
2004 · 
2005 · 
2006 · 
2007 · 
2008 · 
2009 · 
2010 · 
2011 · 
2012 · 
2013 · 
2014 ·
2015 ·
2016 ·
2017 ·
2018 ·
2019 ·
2020 ·
2021 ·
2022
Anguilla · 
Antigua en Barbuda ·
Argentinië ·
Azerbeidzjan · 
Bahama's ·
Bahrein · 
Barbados · 
Belize · 
Bermuda · 
Bolivia ·
Botswana · 
Britse Maagdeneilanden · 
Canada · 
Chili · 
China · 
Colombia · 
Costa Rica · 
Cuba · 
Curaçao · 
Dominicaanse Republiek ·
Ecuador ·
Egypte ·
El Salvador ·
Engeland ·
Estland ·
Finland ·
Grenada ·
Guatemala ·
Guyana ·
Haïti ·
Honduras ·
Ierland ·
IJsland ·
India ·
Irak ·
Iran ·
Jamaica ·
Japan ·
Jordanië ·
Kaaimaneilanden · 
Kenia · 
Koeweit ·
Marokko ·
Mexico ·
Montserrat ·
Nederlandse Antillen ·
Nicaragua ·
Nieuw-Zeeland ·
Noord-Ierland ·
Noorwegen · 
Oostenrijk · 
Panama ·
Paraguay ·
Peru ·
Puerto Rico ·
Roemenië ·
Saint Kitts en Nevis ·
Saint Lucia ·
Saint Vincent en de Grenadines ·
Saoedi-Arabië · 
Schotland ·
Slovenië ·
Suriname ·
Tadzjikistan ·
Taiwan ·
Thailand ·
Tsjechië · 
Uruguay · 
Venezuela · 
Verenigde Arabische Emiraten ·
Verenigde Staten ·
Wales · 
Zuid-Afrika ·
Zuid-Korea ·
Zweden
Engeland (2006) · 
Paraguay (2006) · 
Zweden (2006)